# 池谷祐子
池谷 祐子（いけや ゆうこ、1984年6月3日 - ）は、日本のミュージカル女優、歌手である。
静岡県出身。
身長160cm。音域（声域）下E〜上HighC。
ACT JPエンターテイメント株式会社所属。

## 略歴
学歴
- 昭和音楽学院ミュージカル科卒
- 東宝ミュージカルアカデミー第1期卒

## 出演作品
舞台・ミュージカル
- 2007年 - 『レ・ミゼラブル』（ファンテーヌ役）東宝ミュージカルアカデミー卒業公演
『女ねずみ小僧〜目明かしの女房』明治座
- 2008年 - 『ミス・サイゴン』（ジジ役）東宝ミュージカル－帝国劇場
- 2009年 - 『ミス・サイゴン』（ジジ役）東宝ミュージカル－博多座
『ブラッド・ブラザース』東宝ミュージカル－シアター・クリエ
- 2010年 - 『ブラッド・ブラザース』東宝ミュージカル－全国公演
『モーツァルト！』東宝ミュージカル－帝国劇場
- 2011年 - 『モーツァルト！』東宝ミュージカル－梅田芸術劇場
『レ・ミゼラブル』東宝ミュージカル－帝国劇場公演
『銀座歌劇団』（ボーカルキャスト）レストランショー－パセラ
『李香蘭ショー』大型客船ぱしふぃっくビーナス
『蒼穹のファフナー〜FACT AND RECOLLECTION〜』（カノン・メンフィス役）
- 2012年 - 『ミス・サイゴン』東宝ミュージカル－帝国劇場（ジジ役）
- 2013年 - 『レ・ミゼラブル』（ファクトリー・ガール役）東宝ミュージカル
- 2019年 - 『エリザベート』東宝ミュージカル(死刑囚の母)
- 2021年 - 『モーツァルト』東宝ミュージカル[1]
『ドッグファイト』シアタークリエミュージカル - (ルース・トゥベアーズ役)[2]
『20年後のあなたに会いたくて』 劇団Tiptapミュージカル[3]
- 2022年 - 『笑う男』東宝ミュージカル[4]
- 2024年 - 『ワインガールズ』シアター1010（松山三四朗の著書の舞台化、劇団Focusの菅野臣太朗の脚本・演出作品[5]）
『モーツァルト！』東宝ミュージカル－帝国劇場[6]
- 2025年 -  『Play a Life 10周年記念公演』劇団Tiptapmミュージカルー博品館劇場[7]
『エリザベート』東急シアターオーブ 他[8]
- 2026年 - 『ジキル&ハイド』東京国際フォーラム 他[9]

CD
- 『METAMORPHOSE〜変容〜』